# Polanka (województwo małopolskie)
Polanka – wieś w Polsce położona w województwie małopolskim, w powiecie myślenickim, w gminie Myślenice.
Wieś królewska położona była w drugiej połowie XVI wieku w powiecie szczyrzyckim województwa krakowskiego. Wchodziła w skład klucza myślenickiego, stanowiącego uposażenie kasztelanów krakowskich. W latach 1975–1998 miejscowość położona była w województwie krakowskim.

## Części wsi
Integralne części wsi Polanka: Gazdówka, Hołujówka, Koperkówka, Maciągówka, Morusówka, Opydówka, Perówka, Pochoniówka, Serwiniec, Skotnica, Wątorówka, Wołkówka, Zagrody.

## Historia
W roku 1342 Kazimierz Wielki zezwolił sołtysom myślenickim na lokalizację nowej wsi Polanki i innych osad aż do granicy węgierskiej. Z nich to właśnie do skarbu państwa mieli składać daniny i spełniać rozmaite posługi dla króla. Polanka rzeczywiście powstała po 1342 roku, a jej sołectwo wchodziło w 1364 roku w uposażenie wójtów myślenickich. Jej zalążkiem było wójtostwo myślenickie Hinków, żupników kopalni wielickiej, obejmujące także sołectwo w Polance. Potomkowie Hinków, Jordanowie z Zakliczyna, powiększyli ten majątek. Kasztelan krakowski Spytek Wawrzyniec Jordan władał już 25 wsiami w okolicach Myślenic. W 1557 roku zapisał bogate wójtostwo myślenickie Kasztelanii Krakowskiej. Również Polanka należała do dóbr krakowskiej kasztelanii.
Polanka w okresie przedrozbiorowym stanowiła współwłasność z miastem w tzw. „kluczu myślenickim”. Wsie kasztelanii zostały przejęte po I rozbiorze przez c.k. ekonomię myślenicką. Część własności z powiatu myślenickiego została sprzedana już w XVIII wieku, bowiem w roku 1777 rząd postanowił pozbyć się c.k. ekonomii myślenickiej i starostwa lanckorońskiego. Zakupiła je w styczniu tegoż roku księżniczka Franciszka Krasińska, żona królewicza Karola Krystiana Wettyna księcia Kurlandii i Semigalii, syna Augusta III. W ten sposób w jej posiadaniu znalazła się między innymi Polanka. W 1778 roku postanowiono wykupić ziemie z rąk Franciszki Krasińskiej i przejęte zostały przez skarb austriacki. Dawne dobra królewskie przeszły następnie za córką Krasińskiej Marią, na książąt sabaudzkich Cavignan, potem dziedzicznie w ręce książąt Montleart. Księżna Cecylia Lubomirska przejęła ziemie od Augusty Montleart w 1874 roku.
Przez lata 1772–1939 Polanka znajdowała się nieprzerwanie w granicach powiatu myślenickiego. Na początku XIX wieku nastąpiła w powiecie myślenickim ogólna wyprzedaż dóbr.
Z końcem XIX wieku we wsi znajdowało się 112 domów i 556 mieszkańców, z czego 258 mężczyzn i 298 kobiet. Do katolicyzmu przyznawały się 552 osoby, ponadto mieszkało w Polance 4 Żydów. Była już wówczas w Polance szkoła ludowa jednoklasowa.